# Legends of Elysium
Legends of Elysium es un juego digital de cartas online gratuito fusionado con elementos estratégicos de juego de mesa. El juego se basa en el modelo "jugar para ganar" (P2E, por sus siglas en inglés). Es un juego de cartas coleccionables online basado en blockchain, desarrollado por DA Games, un equipo que trabaja en las industrias de la blockchain y los juegos, y lanzado oficialmente en 2023.

## Jugabilidad
La jugabilidad de Legends of Elysium se basa en batallas estratégicas de cartas por turnos en un tablero hexagonal. Los jugadores construyen y personalizan mazos que constan de varios personajes, habilidades y hechizos mágicos. El juego está ambientado en el mundo de fantasía de Elysium, donde los jugadores libran batallas para conquistar nuevos territorios y derrotar a sus enemigos.  El juego incluye cartas clasificadas como guerreros, magos, criaturas y más. Las cartas se clasifican según su rareza: comunes, raras, épicas y legendarias. Los jugadores eligen entre varias clases (como guerrero o mago) y se alían con facciones que proporcionan habilidades distintas. Los jugadores pueden participar en partidas clasificatorias jugador contra jugador (JcJ) y en el modo de minitorneos. Los eventos y torneos de temporada permiten a los jugadores competir por cartas raras, tokens y NFTs.
El juego incorpora un sistema económico “jugar para ganar” (P2E), que permite a los jugadores obtener recompensas como tokens de juego y tokens no fungibles (NFT) mediante la participación en batallas y la realización de misiones. Estos activos pueden intercambiarse en mercados de criptomonedas y NFT. Los jugadores también tienen la opción de comprar, vender e intercambiar cartas dentro de la comunidad.
El juego utiliza el token $LOE como criptomoneda nativa, que se puede ganar a través de partidas clasificatorias y misiones. Los activos del juego se tokenizan como NFT, lo que proporciona a los jugadores la propiedad de estos objetos. Los jugadores también pueden apostar tokens $LOE para obtener recompensas adicionales o votos de gobierno.

## Tecnología
Legends of Elysium opera en la blockchain, aprovechando los contratos inteligentes para la gestión de las transacciones, tales como el trading de cartas y la distribución de recompensas. El uso de una infraestructura descentralizada garantiza la transparencia de las transacciones relacionadas con el juego. Los poseedores de tokens $LOE pueden participar en la gobernanza votando sobre las actualizaciones del juego y otras decisiones.